# Zoltán Almási
Zoltán Almási (nascut el 29 d'agost de 1976), és un jugador d'escacs hongarès que té el títol de Gran Mestre des de 1993 (un títol que obtingué amb només 17 anys).
A la llista d'Elo de la FIDE de l'agost de 2020, hi tenia un Elo de 2687 punts, cosa que en feia el jugador número 2 (en actiu) d'Hongria, i el 43è millor jugador del rànquing mundial. El seu màxim Elo va ser de 2726 punts, a la llista de juliol de 2011 (posició 19 al rànquing mundial).

## Resultats destacats en competició
Almási va començar a destacar en el món dels escacs quan tenia només 17 anys, el 1993, en guanyar el GM d'elit Artur Iussúpov durant el torneig que es va celebrar a la localitat d'Altensteig, al Districte de Calw, (Alemanya). El mateix any, obtingué el títol de Gran Mestre, i es proclamà Campió del món Sub-18 a Bratislava.
Ha guanyat vuit cops el Campionat d'Hongria, els anys 1995, 1997, 1999, 2000, 2003, 2006, 2008 i 2009.
Va empatar als llocs 1r-4t amb Liviu-Dieter Nisipeanu, Vlastimil Babula i Bartłomiej Macieja al Torneig Zonal de Krynica de 1998, un torneig de Categoria IX. Tots quatre jugadors es van classificar per la fase final del Campionat del món d'escacs de 1999 (FIDE).
El 2000 va participar en el Campionat del món de la FIDE per sistema K.O. jugat a Nova Delhi. Classificat directament per la segona ronda, fou eliminat per Ievgueni Vladímirov per 2½ : 1½. Al Campionat del món de 2004, a Trípoli, va arribar fins a la quarta ronda, en la qual fou eliminat per Rustam Kassimdjanov, el futur campió del món.

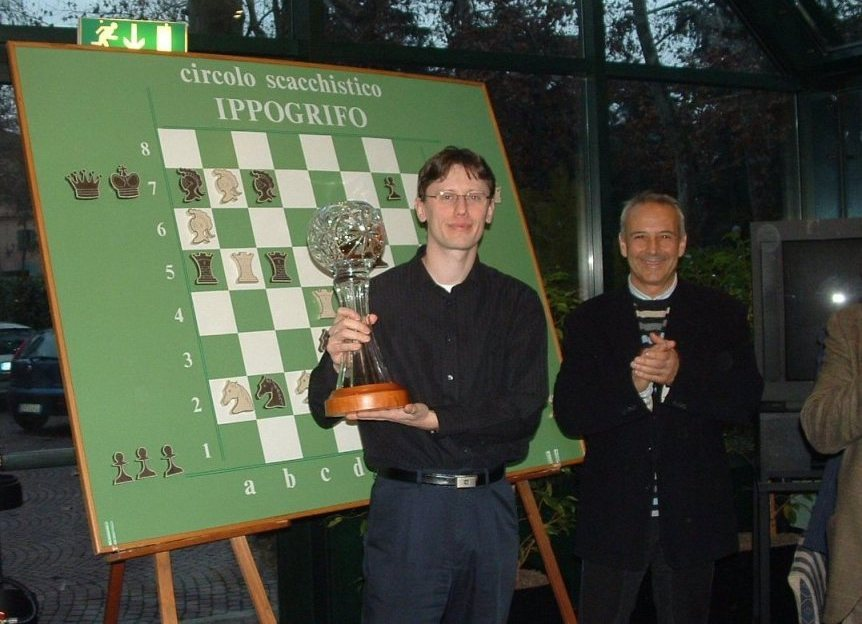
Almási, amb el trofeu de campió del 50è Torneig de Reggio Emilia, 2008

El 2008 va guanyar la 50a edició del fort torneig d'escacs de Reggio Emilia, amb una puntuació de 5½/8. El 2009 va guanyar el VII Memorial Gyorgy Marx, a Paks, i a la llista d'Elo de novembre de 2009 va aconseguir passar la barrera dels 2700 punts d'Elo, amb 2704 punts.
L'abril de 2011 empatà als llocs 2n-5è al fort Festival de Nakhchivan, a l'Azerbaidjan, amb Aleksandr Ipàtov, Paco Vallejo, i Ivan Sokolov (el campió fou Anton Kórobov).
Entre l'agost i el setembre de 2011 participà en la Copa del món de 2011, a Khanti-Mansisk, un torneig del cicle classificatori pel Campionat del món de 2013, i hi tingué una raonable actuació; avançà fins a la segona ronda, quan fou eliminat per Mircea Pârligras (½-1½).
El desembre de 2019 es proclamà Campió d'Hongria per novè cop en la seva carrera.

### Participació en olimpíades d'escacs
De 1994 a 2008 Almási ha participat, representant Hongria, en vuit edicions (totes les que s'han celebrat) de les Olimpíades d'escacs, (tres cops jugant en el primer tauler). Formà part, com a tercer tauler, de l'equip hongarès que va assolir la medalla d'argent a l'Olimpíada de Bled de 2002.